# Waldemar Wróblewski
Waldemar Wróblewski (ur. 14 stycznia 1959 w Pieszycach, zm. 9 października 2005 we Wrocławiu) – polski wszechstronny kompozytor oraz aranżer. Tworzył muzykę filmową, teatralną, dzieła symfoniczne, muzykę do reklam i dla telewizji. Współpracował z Janem Jakubem Kolskim.
Przez wiele lat był członkiem zespołu Teatru Misterium we Wrocławiu, gdzie tworzył jako kompozytor i wyrazisty aktor m.in. w spektaklu Teatru Misterium pt. Abisal. Zagrał główną rolę w filmie Koncert Krzysztofa Pulkowskiego do muzyki Henryka Mikołaja Góreckiego oraz u boku Jana Nowickiego w filmie Drugie przyjście Krzysztofa Pulkowskiego zrealizowanym na Wydziale Telewizyjno-Filmowym UŚ w Katowicach, do którego również skomponował muzykę. Autor muzyki wielu piosenek do tekstów m.in.: Barbary Łuszczyńskiej, Romana Kołakowskiego, Jana Jakuba Kolskiego i Krzysztofa Pulkowskiego. Autor muzyki do spektakli teatralnych m.in.: Mai Kleczewskiej, Ewy Maleszy i Krzysztofa Pulkowskiego. Artysta bogaty duchem i radością życia.
Absolwent Ogólnokształcącej Szkoły Muzycznej I i II stopnia we Wrocławiu. Nie dokończył studiów na wrocławskiej Akademii Muzycznej.
Zginął pod kołami tramwaju we Wrocławiu.

## Twórczość

### Muzyka teatralna, filmowa i telewizyjna
- Drugie Przyjście 1989
- Książę Pipo 1990
- Pograbek 1992
- Jańcio Wodnik 1993
- Szabla od komendanta 1995
- Żyć się chce 1997
- Życie w Łodzi 1996
- Lwy Westerplatte 1997
- Oświadczyny 1997
- Karawana 1998
- Wyspa Róż  1998
- List 1999
- Bidul 1999
- Świat według Kiepskich 1999–2005
- Kochanek 2002
- Mc Mayak 2000
- Małopole czyli świat 2001
- Gorący temat 2002–2003
- Zerwany 2003
- Makbet 2004
- Pan Huczek 2005
- Placebo 2005
- Tercet 2005
- Karawana 2005
- Gracias Piazzolla 2005

### Opery
- Wilgefortis, legenda o kobiecie z brodą (rockopera, nieukończona)[1]